# Chuyer
Chuyer és un municipi francès situat al departament del Loira i a la regió d'Alvèrnia-Roine-Alps. L'any 2007 tenia 720 habitants.

## Demografia

### Població
El 2007 la població de fet de Chuyer era de 720 persones. Hi havia 261 famílies de les quals 52 eren unipersonals (26 homes vivint sols i 26 dones vivint soles), 74 parelles sense fills, 126 parelles amb fills i 9 famílies monoparentals amb fills.
La població ha evolucionat segons el següent gràfic:
Habitants censats

### Habitatges
El 2007 hi havia 320 habitatges, 259 eren l'habitatge principal de la família, 50 eren segones residències i 10 estaven desocupats. 309 eren cases i 11 eren apartaments. Dels 259 habitatges principals, 220 estaven ocupats pels seus propietaris, 28 estaven llogats i ocupats pels llogaters i 11 estaven cedits a títol gratuït; 2 tenien una cambra, 9 en tenien dues, 33 en tenien tres, 62 en tenien quatre i 154 en tenien cinc o més. 210 habitatges disposaven pel capbaix d'una plaça de pàrquing. A 98 habitatges hi havia un automòbil i a 150 n'hi havia dos o més.

### Piràmide de població
La piràmide de població per edats i sexe el 2009 era:
| Homes | Edats   | Dones |
| ----- | ------- | ----- |
| 0     | 95 o +  | 0     |
| 0     | 90 a 94 | 4     |
| 0     | 85 a 89 | 8     |
| 0     | 80 a 84 | 4     |
| 12    | 75 a 79 | 8     |
| 8     | 70 a 74 | 12    |
| 8     | 65 a 69 | 8     |
| 16    | 60 a 64 | 4     |
| 0     | 55 a 59 | 8     |
| 44    | 50 a 54 | 20    |
| 36    | 45 a 49 | 20    |
| 12    | 40 a 44 | 20    |
| 24    | 35 a 39 | 24    |
| 24    | 30 a 34 | 28    |
| 20    | 25 a 29 | 8     |
| 16    | 20 a 24 | 12    |
| 20    | 15 a 19 | 28    |
| 16    | 10 a 14 | 12    |
| 36    | 5 a 9   | 20    |
| 16    | 0 a 4   | 24    |

## Economia
El 2007 la població en edat de treballar era de 457 persones, 350 eren actives i 107 eren inactives. De les 350 persones actives 321 estaven ocupades (175 homes i 146 dones) i 29 estaven aturades (10 homes i 19 dones). De les 107 persones inactives 35 estaven jubilades, 35 estaven estudiant i 37 estaven classificades com a «altres inactius».

### Ingressos
El 2009 a Chuyer hi havia 269 unitats fiscals que integraven 757 persones, la mediana anual d'ingressos fiscals per persona era de 17.915 €.

### Activitats econòmiques
Dels 23 establiments que hi havia el 2007, 3 eren d'empreses de fabricació d'altres productes industrials, 7 d'empreses de construcció, 6 d'empreses de comerç i reparació d'automòbils, 1 d'una empresa d'hostatgeria i restauració, 5 d'empreses de serveis i 1 d'una empresa classificada com a «altres activitats de serveis».
Dels 8 establiments de servei als particulars que hi havia el 2009, 1 era un taller de reparació d'automòbils i de material agrícola, 3 paletes, 1 guixaire pintor, 1 fusteria, 1 lampisteria i 1 restaurant.
L'únic establiment comercial que hi havia el 2009 era una carnisseria.
L'any 2000 a Chuyer hi havia 40 explotacions agrícoles que ocupaven un total de 504 hectàrees.

## Equipaments sanitaris i escolars
El 2009 hi havia 2 escoles elementals.

## Poblacions més properes
El següent diagrama mostra les poblacions més properes.